# Lucas Gafarot
Lucas Gafarot Santacatalina, genannt Lucas (* 26. September 1994 in Sant Just Desvern), ist ein spanischer Fußballspieler.

## Vereinskarriere
Lucas startete seine Karriere bei der Jugendabteilung von CF Sant Just und wechselte dann in die Jugendmannschaft von UE Cornellà. Von dort wechselte er 2012 zum FC Barcelona und spielte dort in der Saison 2012/13 für die U19-Mannschaft der Katalanen.
Ab der Saison 2013/14 gehört er zum Kader von FC Barcelona B, der in der Segunda División spielt. Sein Debüt für den FC Barcelona B durfte Lucas am 8. September 2012 beim 2:2-Unentschieden gegen CD Teneriffa geben. Bis zum Saisonende 2013/14 absolvierte er sieben Spiele und war damit Bestandteil der Mannschaft, die mit den 3. Platz die beste Platzierung der zweiten Mannschaft vom FC Barcelona in der Segunda División erreichte.
Auch in der Saison 2013/14 stand er im Kader von FC Barcelona B. Zur Saison 2015/16 kehrte Lucas auf Leihbasis zu seinem Jugendverein UE Cornellà zurück, für den er anschließend bis 2017 spielte.